# Karl Emil Kirchner

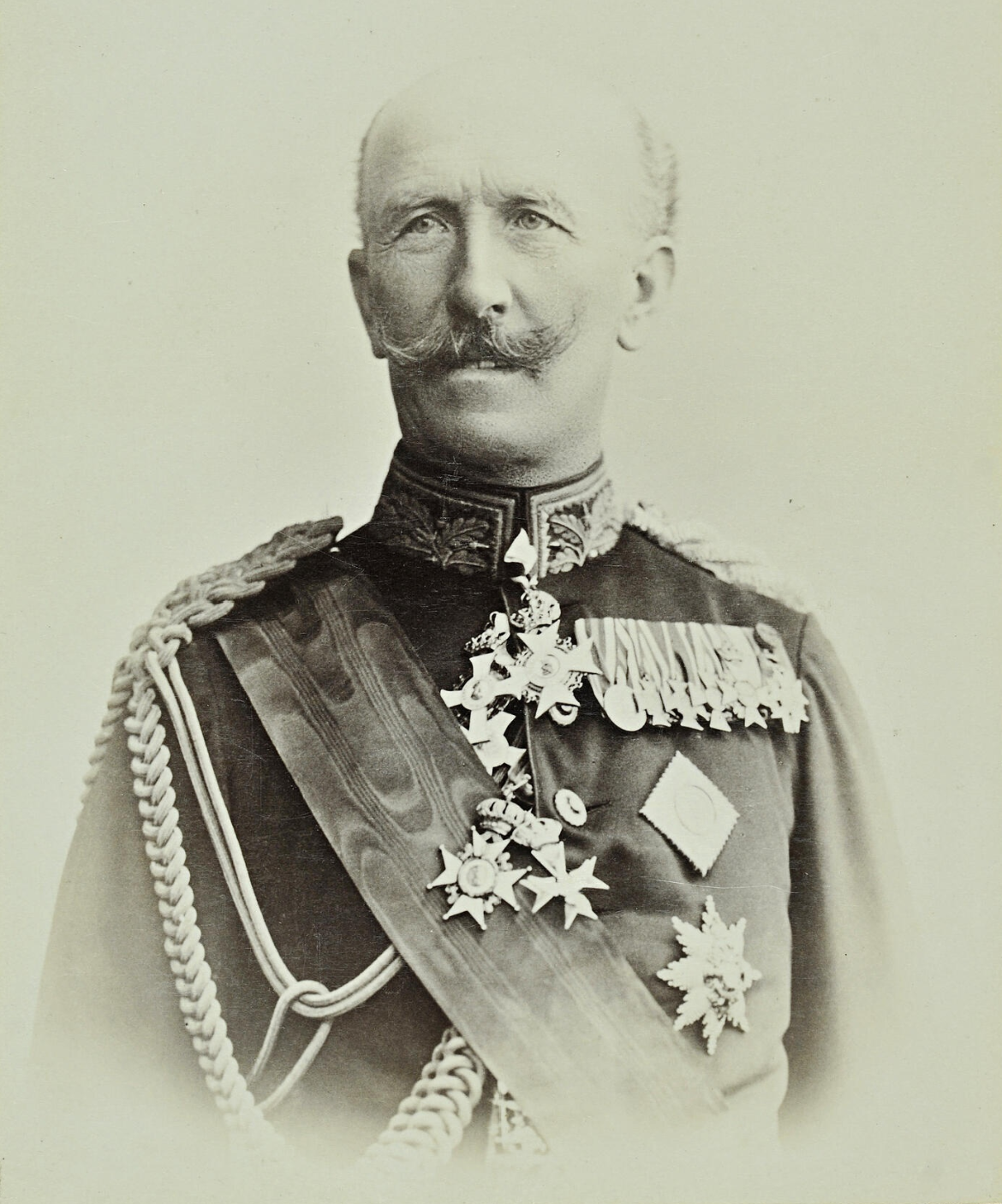
Karl Emil Kirchner

Karl Emil Kirchner (* 16. Januar 1845 auf dem Rittergut Quesitz; † 25. März 1899 in Radebeul) war ein sächsischer Generalleutnant.

## Leben

### Herkunft
Er war der Sohn des Quesitzer Rittergutsbesitzers Karl Friedrich Kirchner und dessen Ehefrau Emilie, geborene Clark.

### Militärlaufbahn
Er trat im April 1861 in die sächsische Armee ein und nahm am Krieg gegen Preußen sowie später auch am Krieg gegen Frankreich teil. Im Verlauf seiner Militärkarriere in der Sächsischen Armee war Kirchner 1890/94 Kommandeur des Karabinier-Regiments (2. Schweres Regiment) und anschließend als Generalmajor Kommandeur der 1. Kavallerie-Brigade Nr. 23. Während dieses Kommandos war Kirchner gleichzeitig ab 31. März 1895 auch mit der Wahrnehmung der Geschäfte des Inspekteurs der Militär-Reit-Anstalt in Dresden (König-Georg-Allee) beauftragt, einer von drei solchen Anstalten innerhalb des Deutschen Reichs. Am 13. April 1898 wurde ihm der Abschied unter gleichzeitiger Verleihung des Charakters als Generalleutnant z. D. gewährt.
Kirchner hatte Anfang Mai 1896 das Großkreuz des Franz-Joseph-Ordens erhalten. Am Lebensende trug er zahlreiche Orden und Ehrenzeichen, darunter das Komturkreuz II. Klasse des Albrechts-Ordens und des Verdienstordens, das Dienstauszeichnungskreuz, den sachsen-ernestinischen Hausorden (Komturkreuz II. Klasse), den sachsen-weimarischen Hausorden vom Weißen Falken (Komturkreuz II. Klasse), den japanischen Orden des Heiligen Schatzes (3. Klasse), den Orden der Krone von Italien (Komturkreuz), den mecklenburgischen Hausorden der Wendischen Krone (Ritterkreuz), den Stern zum preußischen Kronenorden II. Klasse, den russischen Sankt-Stanislaus-Orden (II. Klasse), den schwedischen Schwertorden (Kommandeur II. Klasse) sowie das Offizierskreuz der französischen Ehrenlegion.
Kirchner war 1898 noch in Dresden-Neustadt unter der Glacisstraße 1 gemeldet, von wo er als Hauseigentümer mit seiner Ehefrau Ernstine Hedwig geb. Zschille nach Radebeul in die 1897 neuerrichtete, heute unter Denkmalschutz stehende Villa Schillerstraße 17 zog. Dort starb er in der Nacht zum 25. März 1899. Die Beerdigung erfolgte auf dem Radebeuler Friedhof.